# Köpenhamns flygplats
Köpenhamns flygplats (danska: Københavns Lufthavn; engelska: Copenhagen Airport) (IATA: CPH, ICAO: EKCH), i vardagsmun även benämnt Kastrups flygplats, är Köpenhamns internationella flygplats, belägen i Tårnby kommun (och en mindre del Dragør kommun) på Amager sydost om centrala Köpenhamn. Denna flygplats har landförbindelser med övriga Danmark och med Sydsverige. Flygplatsen är Skandinaviens största. Antal passagerare var år 2023 26,7 miljoner, varav 25,00 miljoner utrikes. År 2016 var antalet resenärer 29,1 miljoner. Flygplatsens järnvägsstation är också en av Danmarks mest trafikerade.
Var femte direktavresande kommer från Sverige, till vilket de direkta Öresundstågen från Göteborg, Kalmar och Karlskrona (alla via Malmö och Lund) bidragit. Därtill är Köpenhamns flygplats en viktig transfer-hub för passagerare till/från Arlanda (Stockholm), Gardermoen (Oslo), Landvetter och Örebro, Stavanger och Bergen. Flygplatsens olika verksamheter har totalt 22 800 anställda. En stor del av dessa är svenskar, och utrop sker blandat på svenska, danska och engelska. Från Roskildes flygplats, som ägs av Copenhagen Airport, avgår privatflyg samt en del inrikesflyg bland annat till öar utan fast förbindelse. Inrikesflyget planeras minskas, kopplat till uppsnabbning av tåg.[uppföljning saknas]

## Historia
Flygplatsen började användas som flygfält under 1920-talet. Fördelarna med läget var att man hade en plan yta och låg nära vatten, vilket var viktigt då sjöflygplan fortfarande användes i stor utsträckning. Den namngavs Kastrup Lufthavn, efter den närliggande byn Kastrup. 1934 invigdes den första terminalen på flygplatsen (delvis nuvarande terminal 1 för inrikesflyg) och användes då för danskt inrikesflyg till Bornholm och Ålborg liksom för utlandsflyget som fanns, framförallt linjer till Hamburg och Berlin men även till Stockholm via Malmö. Under andra världskriget besattes flygplatsen den 9 april 1940 av tyska flygplan som inte mötte något motstånd utan kunde landa enkelt. Flygplatsen förblev i tysk besittning till 5 maj 1945 då de tyska styrkorna i Danmark kapitulerade.

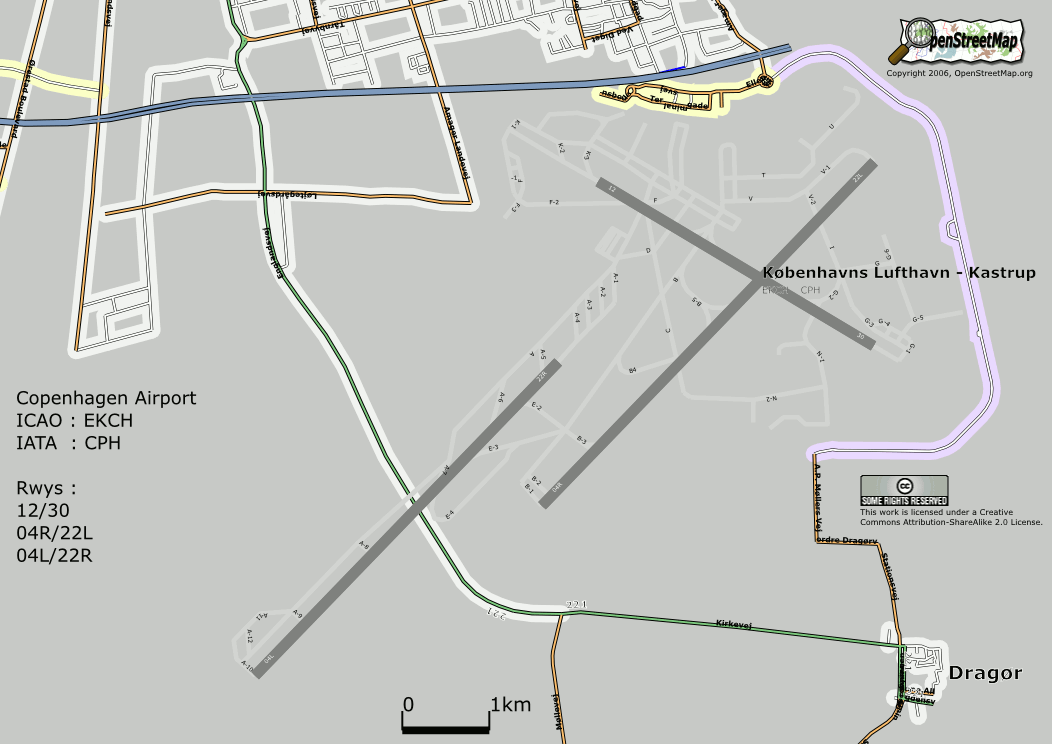
Flygplatsområdet.

Efter kriget dröjde det tills utlandstrafiken utanför Norden kom igång igen då de viktiga flygförbindelserna mot Tyskland var utslagna flera år framöver. När SAS grundades 1946 blev Köpenhamns flygplats tillsammans med Fornebu i Oslo och Bromma i Stockholm en hub för utlandstrafiken. 
År 1947 omkom den svenske prinsen Gustaf Adolf i flygolyckan vid Kastrup. Planet på väg mot Stockholm hade precis lyft när det havererade och alla ombord omkom.
Flygplatsen byggdes ut i etapper under 1950- och 1960-talen i samband med att den internationella flygtrafiken ökade. Köpenhamns flygplats hade blivit SAS huvudnav för långdistanslinjer, bland annat eftersom Bromma har för korta banor för stora jetplan med mycket bränsle, och för att man gärna ville locka resenärer från kontinenten. Flygplatsen kom därmed att få flera betydelsefulla långdistanslinjer Det har framför allt varit den internationella trafiken som varit av betydelse för flygplatsen, då inrikesflygets roll minskat alltmer i samband med brobyggen över bälten, förbättrade väg- och järnvägar med mera. Från 1964 till 2000 körde Flygbåtarna svävare som tog flygpassagerare mellan Svävarterminalen i Malmö och en hamn som fanns i utkanten av flygplatsen varifrån man körde passagerarna vidare i bussar. Öresundsbrons öppnande år 2000 betydde slutet för svävartrafiken, liksom för vissa flyglinjer till södra Sverige.
Länge stod en politisk strid om flygplatsens framtida vara eller icke-vara. I Storplanen för Köpenhamn ansåg utredare på 1960-talet att Kastrup behövde ersättas med en ny flygplats, förslagsvis på det nästintill obebodda Saltholm samtidigt som man då skulle bygga Öresundsbron mot Malmö. Fördelarna var att man hade närmast obegränsat med landområde att bebygga och att det inte längre skulle bullerstöra invånarna i Köpenhamn och Dragör, vilket var en viktig synpunkt då bullernivåerna ökade i samband med jetflygplanens lanserande. 1973 kom förslaget upp i Folketinget men föll då på kostnaderna, som ansågs vara för höga, samtidigt som Danmark vid den tiden genomled en lågkonjunktur. Under 1970-talets slut rasade debattens vågor åter höga vilket slutade med att Saltholm fredades 1980 samtidigt som man tog ett principbeslut samma år om att satsa på en utbyggnad av Kastrup. Flygbuller av idag är heller inte vad det har varit, moderna flygplan är tystare, stiger snabbare och genererar mindre avgaser.
Under de senaste decennierna har man satsat på en rejäl utbyggnad över hela flygplatsområdet och av terminalerna vilket fortgår än. Stora Bältbron (1997) innebar en kraftig minskning i inrikesflygtrafiken. 1998 invigdes Terminal 3, motorvägen E20 och Öresundsbanan till flygplatsen, 1999 invigdes flera parkeringshus. Öresundsbron (2000) innebar en minskning av flygtrafiken med Sydsverige. Å andra sidan skulle många av dessa passagerare byta till andra plan på Köpenhamns flygplats och använder flygplatsen ändå. Hösten 2007 blev metrons förlängning från Lergravsparken till flygplatsen klar. Även en mindre terminal för lågprisflyg, kallad "CPH-Go" har tagits i bruk. Framtida utbyggnader av flygplatsen inkluderar en Terminal 4 och en utbyggnad mot öster, mot Öresund. Parallellbanesystemet skall anpassas för Airbus A380. Senare kommer eventuellt även bana 12/30 att både ändra riktning (och då istället bli bana 13/31) och förskjutas österut.
De största flygbolagen på Kastrup, räknat efter antal passagerare, var år 2016 SAS (36 procent av alla passagerare), Norwegian (17 procent), Ryanair (6,6 procent) och Easyjet (5,4 procent).

## Kommunikationer
Flygplatsen har en järnvägsstation med 15-minuters öresundstågstrafik på sträckan Malmö–Köpenhamn, vändande danska intercity- och Re-tåg, samt i SJ:s regi X 2000 till/från Stockholm, sommartid även Göteborg. Stationen, som kallas "CPH Lufthavn" / "CPH Airport", och som efter Hovedbanegården och Nørreport är östra Danmarks tredje största station för fjärr- och regionaltåg, har två perronger, vilket medför vissa kapacitetsbegränsningar, och ett förbigångsspår för godståg. Den är nedgrävd intill Terminal 3, med kort gångavstånd för flygresande. 
Från år 2007 finns en ändstation på linje M2 i Köpenhamns Metro med trafik i fyra- eller sexminutersintervall mot centrala Köpenhamn. Stationen heter "Københavns Lufthavn" och är belägen på en bro intill Terminal 3.

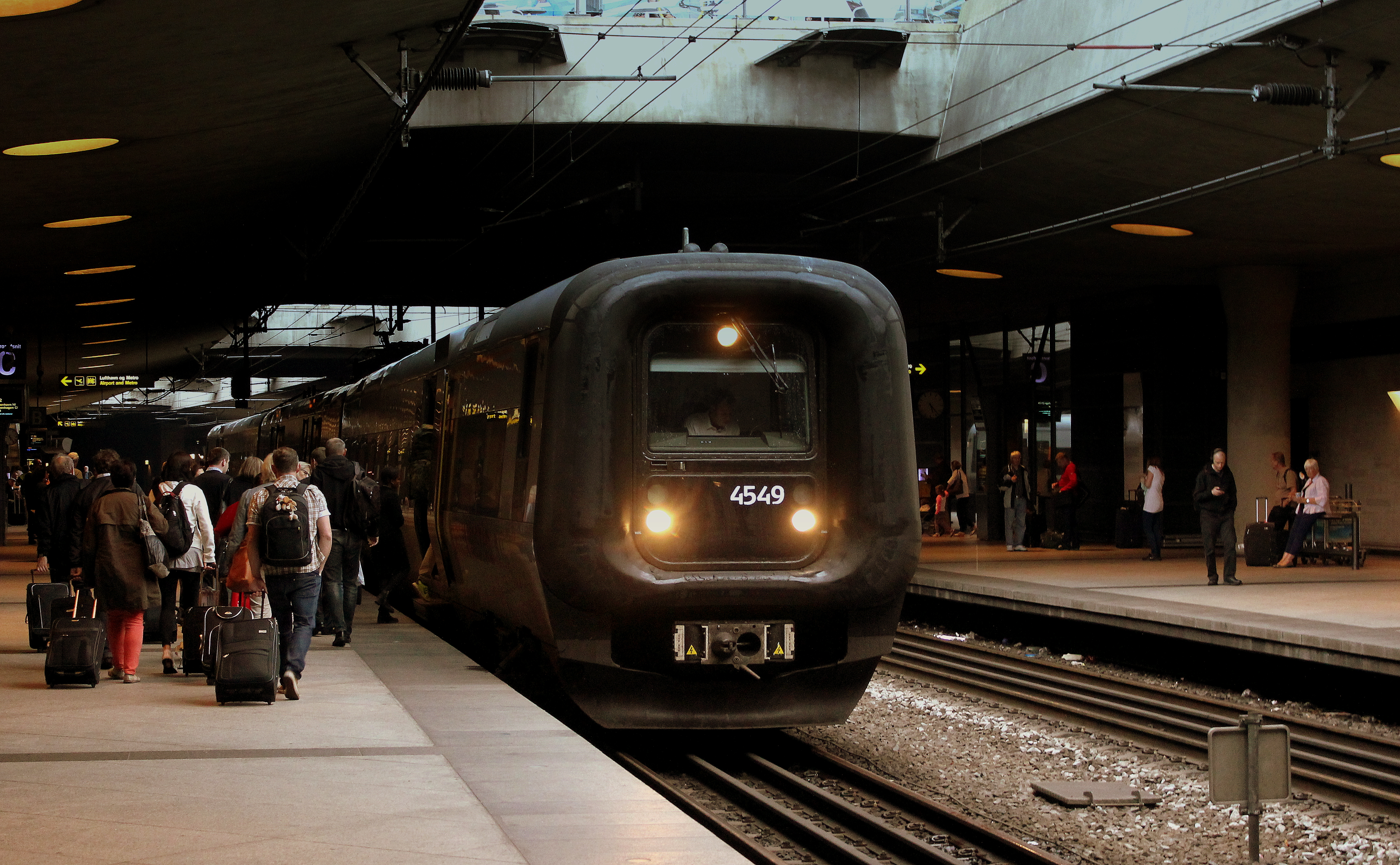
Ett Öresundståg på flygplatsens järnvägsstation.
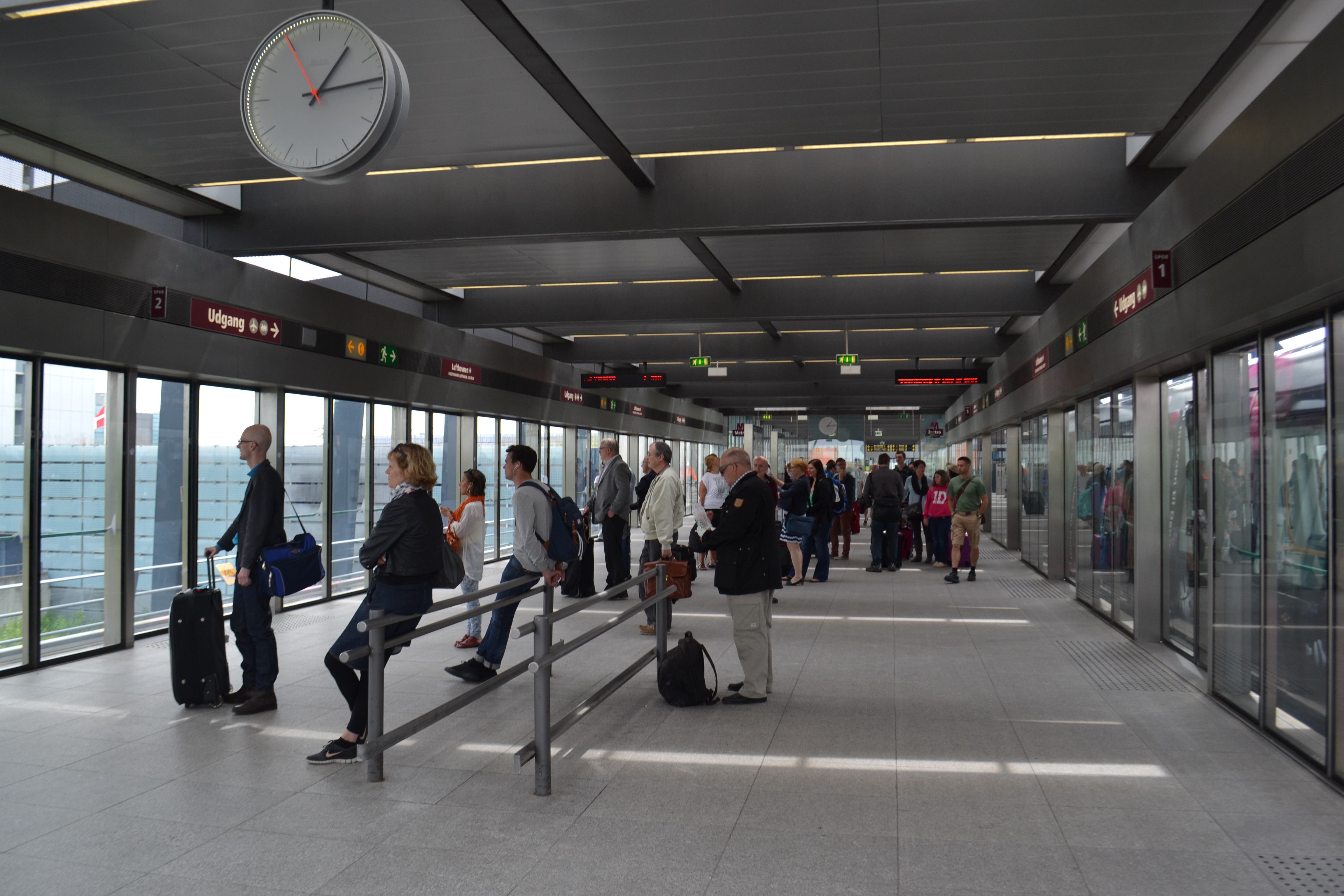
Metrostation Københavns Lufthavn

Motorvägen mellan Malmö och Köpenhamn går också förbi Kastrup. Busstrafiken är också omfattande, med många stadsbusslinjer mot centrala Köpenhamn, men det finns även trafik till många orter i Sverige med till exempel Flixbus.
Både svensk och dansk taxi kör till flygplatsen från respektive sida, från svensk sida fördyrar broavgiften priset.

## Terminaler
Sedan 2015 används ordet Terminal om incheckningsområdena. Alla transitområdet nås inomhus till fots och räknas som en gemensam terminal. Den är uppdelat i delar med bokstäver som namn.
Terminal 1 (1969) bestod av sju sammanbyggda paviljonger och kallas därför också "De syv små hjem". Terminalen användes för inrikesflyg (inte Färöarna eller Grönland). Terminal 1 (incheckningshallen) stängdes våren 2015 och dess gater räknas efter det som en del av terminal 2. All inrikestrafik går sedan dess från övriga terminaler blandat med utrikestrafik.
Terminal 2 (1964) fungerade uteslutande som utrikesterminal fram till 1998, då Terminal 3 invigdes.
Terminal 3 (1998) är den nyaste terminalen. Den innehåller även bagageutlämningen och ankomstdörren. Utöver att den är flygterminal, fungerar den också som järnvägsstation för fjärresenärer, som skall till andra platser i Danmark eller till Sverige via Öresundsbron. Även metron kör till Terminal 3, ovanför järnvägsstationen.
Terminal 3 används som primärterminal av SAS och deras samarbetspartners i Star Alliance, medan andra flygbolag använder Terminal 2.

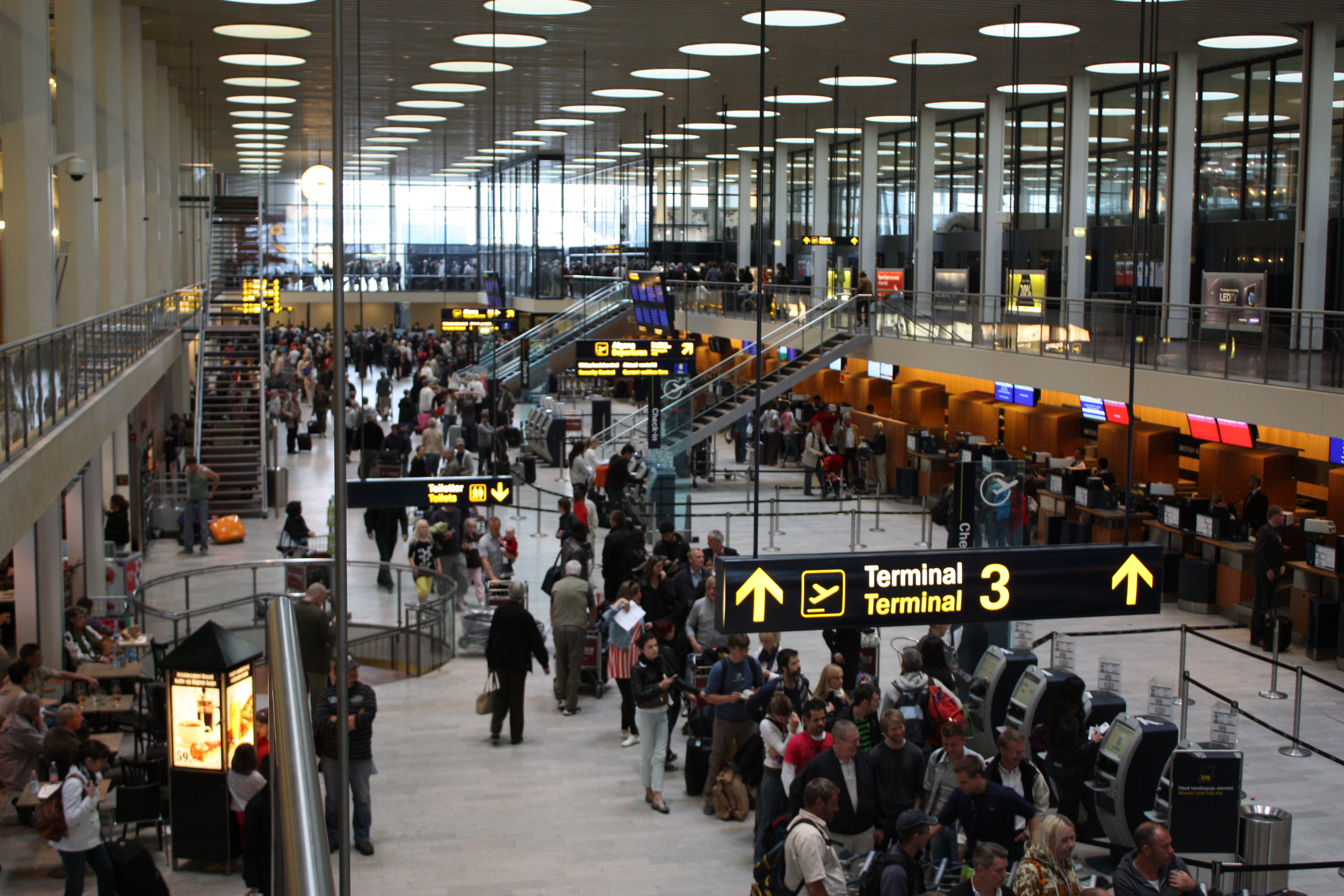
Terminal 2
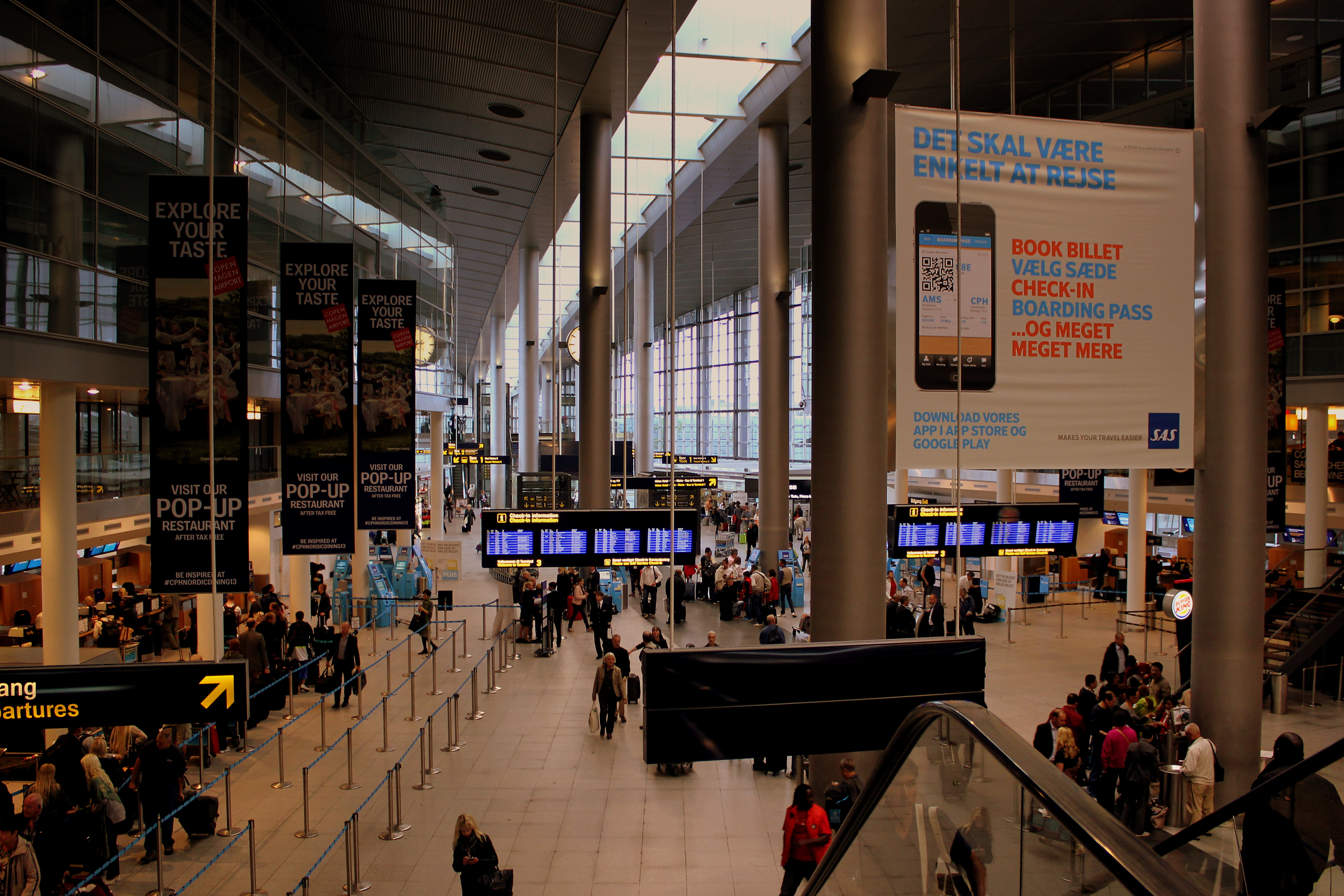
Terminal 3
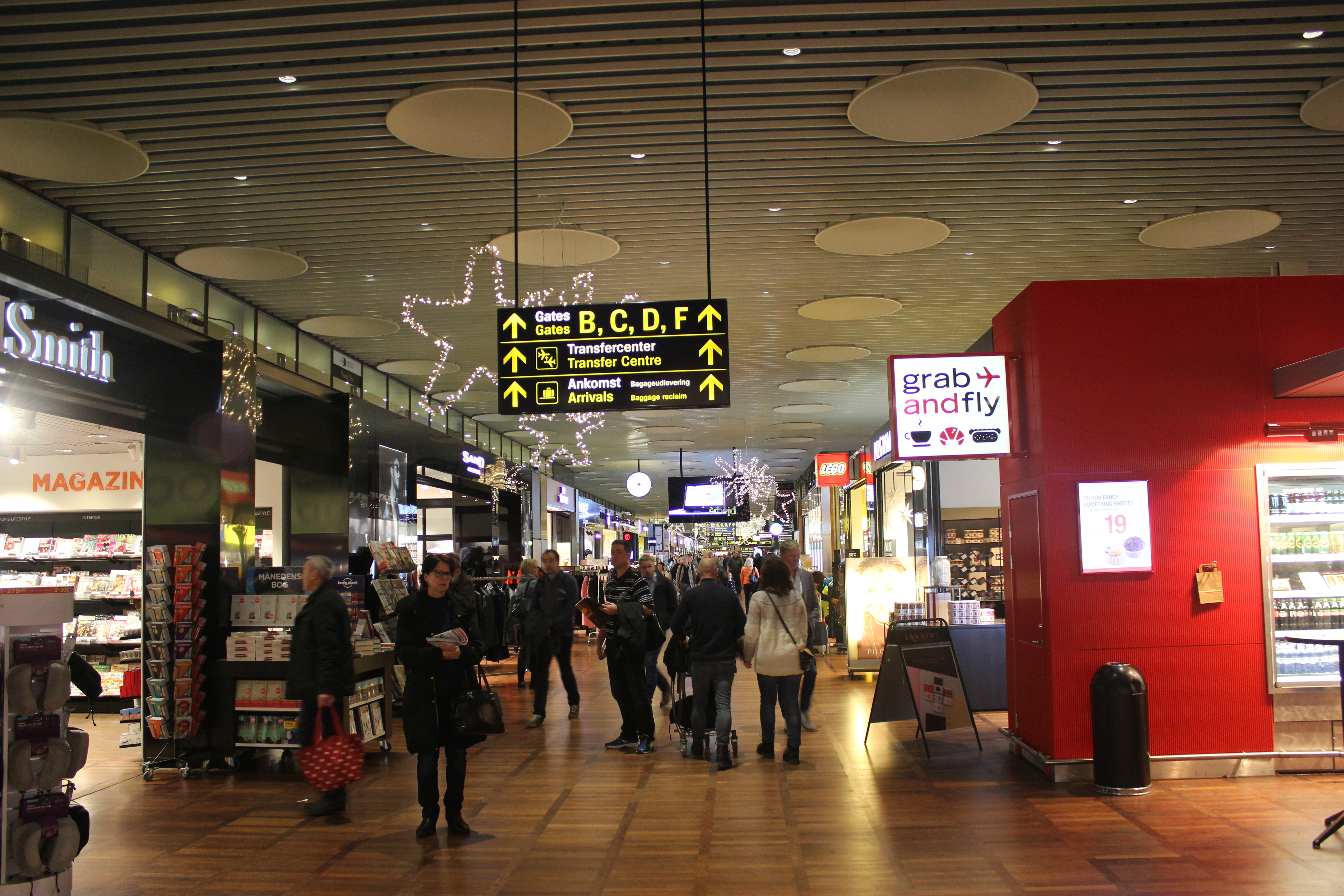
Butiker

Pir A (f.d. terminal 1) och pir B används endast för flyg inom Schengenområdet (ingen passkontroll utom eventuellt vid incheckning). Pir C används mest för utanför Schengenområdet, men några gater inne i huvudbyggnaden för flyg inom Schengen kallas C. Pir C har fått en gångbrygga för Airbus A380 som Emirates flyger. Pir D och F har flyg både inom och Schengenområdet. CPH Go (2010), numera Pir F, är byggd för lågprisbolag och har inga gångbryggor och allt bagage lämnas ut till passagerarna utan transfermöjlighet. Wizz air, easyJet, Transavia och Ryanair använder terminalen. Det är inte någon tydlig uppdelning av de övriga pirarna mellan flygbolag, förutom uppdelningen inom och utom Schengenområdet. Det största flygbolaget SAS använder pir A, B, C och D. En ny pir, kallad pir E är under byggnad och ska vara klar 2020.
Både den vingformade ankomsthallen – samt Hotel Hilton Copenhagen Airport (2001) är ritade av Vilhelm Lauritzen.
Det nya kontrolltornet är byggt för Naviair av ett konsortium bestående av arkitekterna Vilhelm Lauritzen, rådgivande ingenjörerna Moe och Brødsgaard samt entreprenörfirman E. Pihl & Søn. Tornet är ännu inte taget i operationellt bruk.
Man har god utsikt över parkerade plan från terminalerna, dock endast om man passerat säkerhetskontrollen (endast med flygbiljett). Om man vill se plan starta och landa är Amager Landevej väster om banorna (där det finns ett hamburgerställe), eller Kystvejen nordöst om banorna bra ställen.
Passpolisen kan utfärda tillfälliga danska pass.. Svenska tillfälliga pass utfärdas hos Malmö-polisen, Malmö flygplats (svårt att hinna) eller ambassaden i Köpenhamn.

## Statistik
Sökfråga på wikidata efter rådata.

## Bansystem
Kastrup har tre anlagda start- och landningsbanor, vilket ger tillgång till sex val av start eller landning. Två av banorna är parallella och används vid normala väderförhållanden på så sätt att en bana för startande flygplan och dess parallellbana för landande flygplan. Detta system infördes på tidigt 1970-tal och ger hög kapacitet. Man startar och landar alltid åt samma håll, normalt i motvind. Tvärbanan används vid speciella vindförhållanden och (om möjligt) vid förfrågan från flygplan. Bana 22L (som används vid landning med vind från syd eller väst) är utrustad med Instrument Landing System (ILS) kategori 3, vilket innebär att flygplan kan landa utan någon sikt alls (under förutsättning att vindförhållandena inte stör, men det är sällan både blåsigt och dimmigt samtidigt).  
- "Nya parallellbanan"
  - underlag asfalt
  - bana 22R (mot sydväst)  3300 m ILS CAT II (110.9 MHz)
  - bana 04L (mot nordost)   3300 m ILS CAT II (110.5 MHz)

- "Gamla parallellbanan"
  - underlag asfalt
  - bana 22L (mot sydväst)  3000 m ILS CAT III (109.5 MHz)
  - bana 04R (mot nordost)   3000 m ILS CAT II (109.3 MHz)

parallellbanorna har exakt riktning, bana 22L/R har kompassriktningen 220 grader, och 04L/R 40 grader
- "Tvärbanan"
  - underlag betong
  - bana 12 (122 grader, mot sydost)   2800 m ILS CAT I  (109.9 MHz)
  - bana 30 (302 grader, mot nordväst)   2800 m ILS CAT II (108.9 MHz)

På flygspråk har en bana alltid två nummer, baserat på banans kompassriktning, ett nummer per riktning (sista siffran stryks efter matematisk avrundning till tiotal grader, är exempelvis banans kompassriktning 118 gr får banan nr 12, och från motsatt håll 30). Beteckningar R och L står för höger respektive vänster. (Även C kan förekomma om det finns tre parallellbanor). Bana 12/30 är egentligen längre än 2800m , men på grund av ljudrestriktioner får ett antal hundra meter av banans västliga ände ej användas annat än i nödfall. Inflygningar till bana 12 är under bullerrestriktioner. Vanligen används den åt andra hållet, bana 30 eftersom nordvästlig vind är vanligt. Samtliga banor saknar slope det vill säga de lutar inte, och deras höjd över havet är 17-20 fot (omkring 5-6 meter över havet).

## Destinationer
| Flygbolag | Destinationer |
| --- | --- |
| Aegean Airlines | Aten Olika grekiska öar ((Charter)Säsong) |
| Aeroflot | Moskva-Sjeremetevo Inställd sedan 24 februari 2022 p.g.a krig |
| airBaltic | Riga, Tallinns internationella flygplats, Tampere-Pirkkala Flygplats] |
| Air Cairo | Säsongscharter: Sharm el-Sheikh, Hurghada Int'l Flygplats |
| Air Canada | Toronto-Pearson |
| Air China | Peking |
| Air France | Paris–Charles de Gaulle |
| Air Greenland | Kangerlussuaq Säsong: Narsarsuaq (Op. by Jettime |
| Air India | Delhi Återupptas 1 Mars 2023] https://economictimes.indiatimes.com/industry/transportation/airlines-/-aviation/air-india-resumes-direct-flight-services-between-milan-and-new-delhi/articleshow/97552010.cms |
| Air Serbia | Belgrad |
| Alsie Express | Sønderborg |
| Atlantic Airways | Vágar Säsongscharter omkring i Europa |
| AnadoluJet | Istanbul-Sabiha Gökçen |
| Austrian Airlines | Wien |
| British Airways | London-Heathrow |
| Brussels Airlines | Bryssel |
| Croatia Airlines | Zagreb Säsong: Split |
| Danish Air Transport | Bornholm, Karup Säsongscharter |
| Delta Air Lines | Säsong: New York-JFK |
| easyJet | Berlin–Schönefeld, Berlin–Tegel, Bristol, Bordeaux Flygplats (Bordeaux), Edinburgh, London–Gatwick, Lyon, Manchester, Milano–Malpensa, Paris–Charles de Gaulle Säsong: Venedig, |
| easyJet Switzerland | Basel/Mulhouse, Genève |
| EgyptAir | Kairo |
| Emirates | Dubai-International |
| Eurowings | Düsseldorf, (Prag-Václav Havel Flygplats), ((Säsong (Innsbrucks Internationella Flygplats (Innsbruck), (Salzburgs Flygplats) Salzburg)) |
| Finnair | Helsingfors, (Doha-Hamad International Flygplats) Doha)) |
| Iberia Express | Madrid |
| Icelandair | Reykjavik-Keflavík |
| Jet2.com | (Säsong) Leeds Bradford, Newcastle upon Tyne |
| Jet Time | Charter för TUI, Ving, Apollo inom europa och Afrika. Destinationer som Kanarieöarna, Egypten, Spanien, Grekland etc. |
| KLM | Amsterdam |
| LOT Polish Airlines | Warszawa-Chopin |
| Lufthansa | Frankfurt, München |
| Luxair | Luxemburg |
| Middle East Airlines | Beirut |
| Norwegian Air Shuttle | Alicante, Amsterdam, Barcelona, Bergen, Berlin-Brandenburg, Budapest, Dublin, Edinburgh, Funchal, Gran Canaria, Helsingfors, Kraków, Lissabon, London-Gatwick, Madrid, Málaga, Marrakech, Milano-Malpensa, Nice, Oslo-Gardermoen, Paris-Orly, Prague, Riga, Rom-Fiumicino, Stockholm-Arlanda, Tel Aviv-Ben Gurion, Zagreb, Ålborg Säsong: Agadir, Aten, Bastia (startar 28 april 2018), Belgrad, Burgas, Catania, Chania, Dubrovnik, Faro, Genève, Grenoble, Heraklion, Ibiza, Korfu, Kos, Larnaca, Las Vegas, Malta, Marseille, Montpellier, Oakland, Olbia, Palma de Mallorca, Pisa, Rhodos, Salzburg, Sarajevo, Split, Teneriffa-Syd, Varna, Venedig |
| Nouvelair | Säsong: Monastir |
| Pakistan International Airlines | Islamabad, Lahore Inställd på obestämd tid sedan mars 2020 |
| Pegasus Airlines | Istanbul-Sabiha Gökçen Säsong: Antalya |
| Qatar Airways | Doha |
| Royal Air Maroc | Casablanca |
| Royal Jordanian | Amman–Drottning Alia |
| Ryanair | Alicante, Bergamo, Bologna, Budapest, Charleroi, Dublin, Edinburgh, Kaunas, Köln/Bonn, London-Luton, London–Stansted, Madrid, Málaga, Porto, Rom-Ciampino Säsong: Neapel, Teneriffa-Syd, Thessaloniki, Valencia, Zadar |
| Scandinavian Airlines | Aberdeen, Amsterdam, Aten, Beirut (startar 24 mars 2018), Bergen, Berlin-Tegel, Billund, Birmingham, Bologna, Boston, Bryssel, Bukarest, Chicago-O'Hare, Dublin, Düsseldorf, Faro, Frankfurt, Gdańsk, Genève, Göteborg, Hamburg, Hannover, Helsingfors, Kraków, London-Heathrow, Málaga, Manchester, Miami, Milano-Malpensa, München, Newark, Nice, Oslo-Gardermoen, Palanga, Palma de Mallorca, Paris–Charles de Gaulle, Peking, Poznań, Prag, Reykjavik-Keflavik, Riga, Rom-Fiumicino, San Francisco, Shanghai-Pudong, Stavanger, Stockholm-Arlanda, Stuttgart, Tallinn, Tokyo-Narita, Trondheim, Vágar, Venedig, Vilnius, Warszawa-Chopin, Washington-Dulles, Wien, Wrocław, Zürich, Ålborg, Århus Säsong: Alicante, Barcelona, Biarritz, Chania, Dubrovnik, Edinburgh, Fuerteventura, Gazipaşa (återupptas 24 mars 2018), Genua (startar 24 mars 2018), Gran Canaria, Lissabon (startar 25 mars 2018), Malta, Montpellier, Neapel, Olbia, Palermo, Pisa, Pristina, Pula, Salzburg, Sankt Petersburg, Sarajevo (startar 24 mars 2018), Split, Teneriffa–Syd, Thessaloniki, Toulon (startar 21 april 2018), Tromsø, Ålesund |
| Singapore Airlines | Singapore |
| Sunclass Airlines | Charter: Antalya, Chania, Dalaman, Funchal, Gran Canaria, Heraklion, Hurghada, Ibiza, Kos, Larnaca, Mytilene, Palma de Mallorca, Preveza, Punta Cana, Rhodos, Sal, Sharm El Sheikh, Skiathos, Teneriffa–Syd, Varadero |
| SunExpress | Säsongscharter: Antalya, Izmir, Konya |
| Swiss International Air Lines | Zürich |
| TAP Air Portugal | Lissabon |
| Thai Airways | Bangkok-Suvarnabhumi Säsong: Phuket |
| Transavia | Eindhoven |
| TUI Airways | Säsongscharter: Cancún, Krabi, Mauritius, Phuket, Phu Quoc |
| TUIfly Nordic | Charter: Antalya, Burgas, Gran Canaria, Izmir, Krabi, Lanzarote, Larnaca, Phuket, Puerto Plata, Pula (startar 5 maj 2018) |
| Turkish Airlines | Istanbul-Atatürk Säsong: Ankara, Istanbul-Sabiha Gökçen, Konya, Antalya |
| Ukraine International Airlines | Kiev–Boryspil Inställd på obestämd tid sedan 25 februari 2022 pga krig |
| Vueling Airlines | Barcelona, Málaga, Paris–Orly Säsong: Florens, Rom–Fiumicino |
| Widerøe | Haugesund, Kristiansand, Sandefjord |
| Wizz Air | Bukharest, Budapest, Larnaca ((Ethiopian Airlines)) |
| Addis-Ababas internationella flygplats ((återuptas 22 Maj 2022)), Wiens internationella flygplats ((Startar 22 maj 2023)) https://www.aerotime.aero/articles/ethiopian-airlines-to-resume-copenhagen-service-after-19-year-hiatus-report | ((Ethiad Airways)) |
| Abu-Dhabis internationella flygplats ((startar 1 oktober 2023)) https://www.travelnewsasia.com/news23/171-EtihadAirways.shtml | {{{118}}} |